# Combinado nórdico nos Jogos Olímpicos de Inverno de 1992
O combinado nórdico nos Jogos Olímpicos de Inverno de 1992 consistiu de dois eventos realizados em Courchevel, uma estação de esqui localizada a 50 quilômetros de Albertville, a cidade-sede das Olimpíadas na França.

## Medalhistas
Masculino
| Evento              | Ouro                                                 | Prata                                                               | Bronze                                                    |
| ------------------- | ---------------------------------------------------- | ------------------------------------------------------------------- | --------------------------------------------------------- |
| Individual detalhes | Fabrice Guy FRA França                               | Sylvain Guillaume FRA França                                        | Klaus Sulzenbacher AUT Áustria                            |
| Equipes detalhes    | Reiichi Mikata Takanori Kono Kenji Ogiwara JPN Japão | Knut Tore Apeland Fred Børre Lundberg Trond-Einar Elden NOR Noruega | Klaus Ofner Stefan Kreiner Klaus Sulzenbacher AUT Áustria |

## Quadro de medalhas
| Ordem | País        | Medalha de ouro | Medalha de prata | Medalha de bronze |   |
| ----- | ----------- | --------------- | ---------------- | ----------------- | - |
| 1     | FRA França  | 1               | 1                |                   | 2 |
| 2     | JPN Japão   | 1               |                  |                   | 1 |
| 3     | NOR Noruega |                 | 1                |                   | 1 |
| 4     | AUT Áustria |                 |                  | 2                 | 2 |
| TOTAL | TOTAL       | 2               | 2                | 2                 | 6 |